# Julia Lange
Julia Lange est une guitariste allemande née le 3 septembre 1998 à Babenhausen-Langstadt.

## Biographie

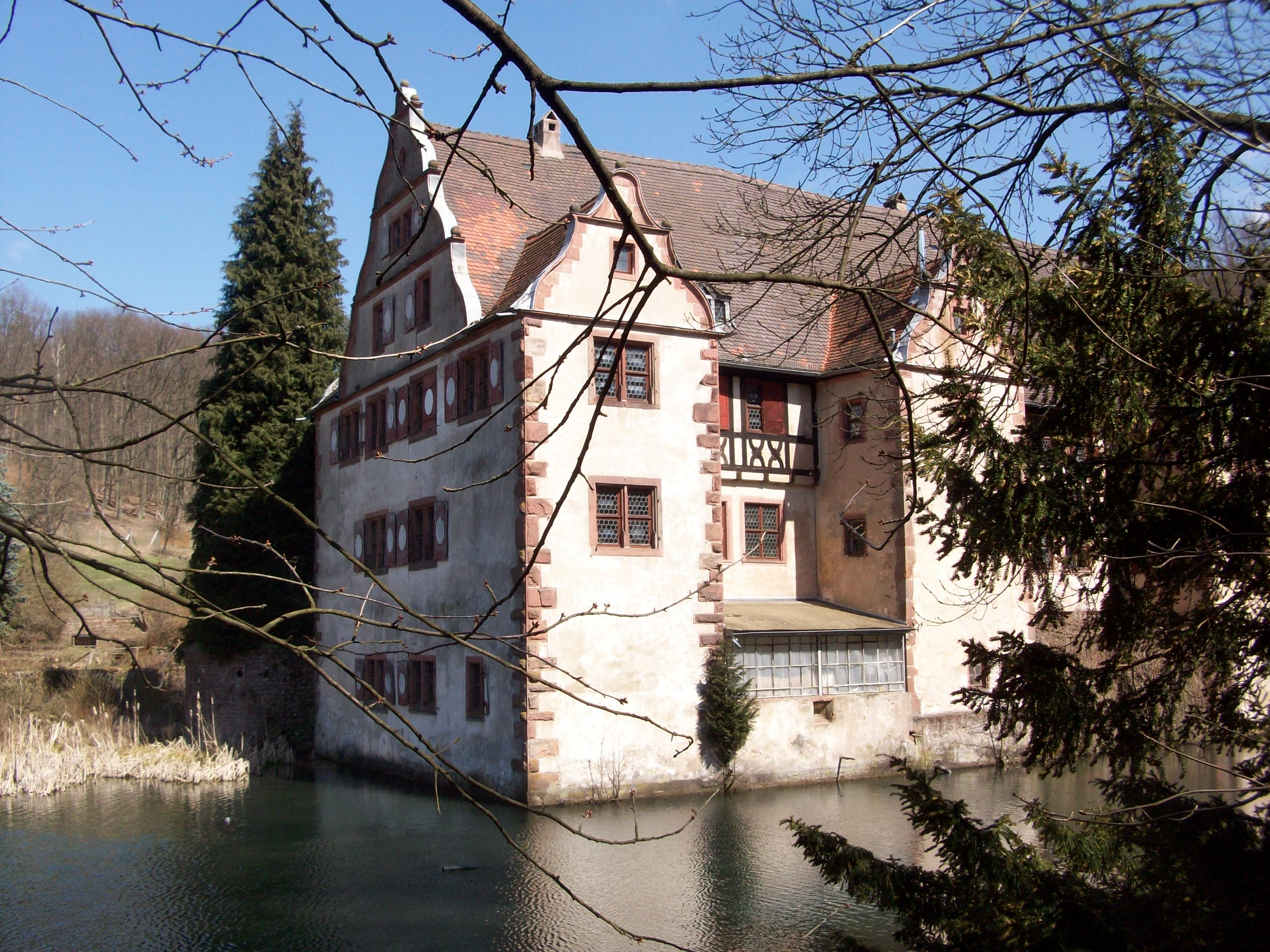
Wasserschloß Aulenbach

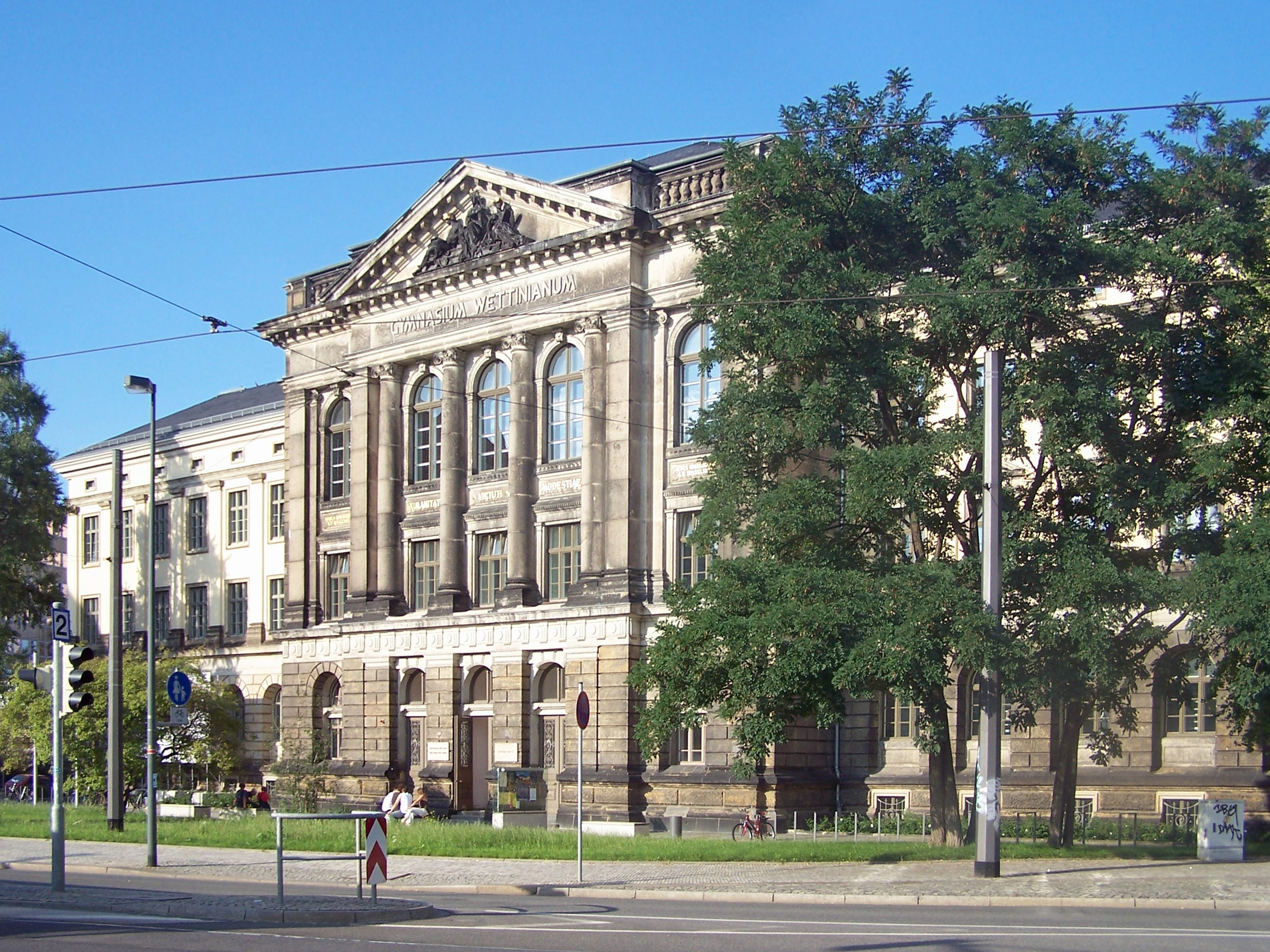
Conservatoire von Weber

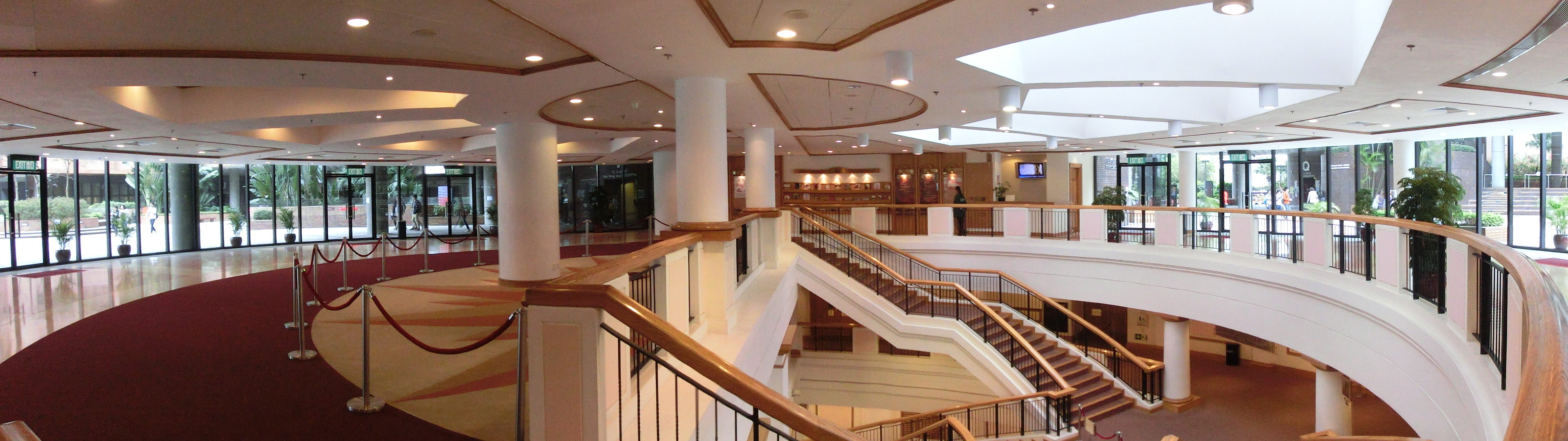
PolyU Jockey Club

À 8 ans, elle apprend la guitare grâce à son frère aîné.
De 2011 à 2015, elle étudie la guitare classique au conservatoire Hoch de Francfort-sur-le-Main.
À 16 ans, elle met en ligne son interprétation du classique espagnol Asturias d'Isaac Albéniz.
Deux ans de repérage sur le choix du château de style Renaissance et de préparation des effets spéciaux et des costumes, dont la robe de mariée, lui sont nécessaires pour mettre en scène et en image dans un court-métrage la pièce contemporaine « Constellations, » (1986) d'Armand Coeck au Wasserschloß d'Oberaulenbach (de).
Elle se passionne aussi pour le fingerstyle et le flamenco : « Bis dahin möchte sie sich ihrer großen Liebe widmen, dem Flamenco. », c'est ce qu'elle disait à 13 ans. Elle participe musicalement à la vie de sa ville : élections 2012 au Christlichen Sozialwerks (CSW), nouvel an 2016 aux couleurs du parti social-démocrate d’Allemagne (SPD) à la mairie, journée porte ouverte 2017 avant la construction d'un nouvel édifice.
Elle poursuit ses études au conservatoire supérieur de musique « Carl Maria von Weber » à Dresde,.
Elle est l'égérie des guitares Baton Rouge, pour lequel elle évalue la première guitare prototype en bois thermiquement modifié « rECOtimber ». Elle aussi artiste officiel des guitares La Mancha et des cordes Elixir.
À 19 ans, le 17 mars 2018, Julia Lange 『朱丽娅·朗』 est invitée en tant qu'artiste principale par Jacky Lau (劉卓威), guitariste et fondateur de l'école Guitar Concept, au concert 【Guitar Story 2018】 à l'université polytechnique (PolyU 香港理工大學) de Hong Kong. Kenny Chan (陳啟賢), guistariste classique de Hong Kong, diplômé de l'université d'État de l'Arizona, est son invité spécial. Le 18 mars 2018, elle dirige une masterclass de guitare à Mong Kok (旺角) puis, sur la radio RTHK2 香港電台  dans l'émission de soirée 《2000 靚歌再重聚》 animée par Albert Au (en), elle interprète en direct Seven Nation Army. Le 21 mars 2018, dans l'émission culturelle de télévision The Works 「藝坊」 sur RTHK31, Kenny Chan, interviewé par Ben Pelletier, annonce un projet de collaboration artistique avec Julia Lange sur un de ses prochains albums solos. Julia Lange joue en direct La Catedral de Agustín Barrios Mangoré,.

« Your playing and arranging skills are second to none... you play so in tune, so in time and with powerful feeling. I am amazed!! »

— Tommy Emmanuel au sujet de « Yesterday » des Beatles, un court-métrage sur l'enfance, réalisé par Julia Lange, vu par plus d'un million de personnes.
Le 25 mars 2018 sur Arte à l'ancien cinéma muet Delphi (de) de Berlin, Julia Lange interprète en solo Tango en skaï de Roland Dyens et Seven Nation Army de The White Stripes puis canciones populares Españolas : El Paño Moruno et Asturiana de Manuel de Falla en duo avec le ténor Rolando Villazón dans l'émission « Rolando Villazón présente Les Stars de Demain ».
Le 13 janvier 2024 sur France Musique, Sébastien Llinarès dans son émission Guitare, guitares diffuse son duo avec Rolando Villazón dans Polo de Manuel de Falla. Elle interprète également Fly Me To The Moon de Bart Howard et Funky Swan de Julia Lange.

## Concerts
En 2012, un de ses premiers concerts s'appelle soirée d'automne au château Pfälzer (de) où, trois ans plus tard, elle est invitée par le groupe de flamenco Sin Fronteras.
En 2013, au 5e printemps de la guitare à Francfort au conservatoire Hoch, le trio Julia Lange (14 ans), Ronja Schubert (13 ans) et Jessica Bender (15 ans) interprète « Baião de Gude » du compositeur brésilien Paulo Bellinati (de).
En 2014, en novembre, elle accompagne à la guitare la soprano Nicole Schmiedecke dans un crossover entre flamenco et chant lyrique aux journées de l'art et de la culture à Babenhausen. Les guitaristes Julia Lange et Julius Imhäuser retrouveront la soprano au concert « Saitensprünge » en septembre 2017 à Dieburg.
En 2015, grâce à l'orchestre des jeunes guitaristes de Baden-Württemberg et l'Institut Goethe, elle est la soliste de « Mediterranean Spark » de Peppino D'Agostino (it) à Weinheim pour les répétitions avant le vol transatlantique Francfort-Paris CDG-Chili : Santiago, Valparaíso, Talca, Temuco et Copiapó lors d'une tournée de trois semaines.
En 2016, elle joue en avril à la Musikmesse et en juillet au 7e printemps de la guitare à Francfort, « Nuit espagnole » au musée Landschaft Eiderstedt de la station balnéaire Sankt Peter-Ording et en novembre au Porto Club de Groß-Umstadt.
En 2017, elle se produit en mars à Blomberg, atelier en avril à la Musikmesse et en mai au 8e printemps de la guitare à Francfort, en septembre Guitar summit à Mannheim et concert à Dieburg, en novembre au palais Adelmann à Ellwangen, et à la Klangfabrik de Miltenberg.
Le 9 juin au 4e festival international guitare en Cévennes, elle donne des récitals à Cruviers-Lascours, à la salle capitulaire de Goudargues, à l'église d'Issirac, à la maison de l’eau d'Allègre-les-Fumades et au temple de Saint-Ambroix avec sa guitare de voyage au manche démontable du luthier Nicolás Rodríguez Guerra.
En juin, elle est invitée avec sa guitare flamenco Artesano par le festival de guitares Maestro Joaquín Rodrigo i Vidre en Quartell à l'auditorium de Castellar del Vallès.
En 2018, le 17 mars à Hong Kong,,, elle est l'artiste principale de 【Guitar Story 2018】 à l'auditorium Jockey Club de l'université polytechnique (PolyU 香港理工大學).
Elle est attendue en février à l'église évangélique de Groß-Umstadt, en avril à la Nuit acoustique au Frankfurter Hof pendant la Musikmesse 8.0 E92 de Francfort et au Schloß Fechenbach (de) de Dieburg.
Du 26 au 28 juin, elle revient au festival de guitares Joaquín Rodrigo pour des concerts de guitare classique et acoustique et des masterclasses à Molí Nou, le musée de l'aigua de Quartell. En juillet, elle donne un concert durant le cycle du mémorial Gaspar Sanz à l'église San Juan del Hospital à València où elle accompagne la soprano britannique Fleur de Bray (en).

## Télévision
- 2015 : le 24 novembre, sa première interview (4 min) est chez elle pour Main.tv par Sophie Kratzsch[55].
- 2017 : le 19 décembre à 15 h sur Mitteldeutscher Rundfunk (MDR) à Leipzig au musée Grassi des instruments de musique, elle est interviewée au sujet du bois thermiquement modifié d'un prototype de guitare Baton Rouge.
- 2018 : le 21 mars à 17 h 30 UTC+8 (30 min) sur la télévision terrestre digitale RTHK31 香港電台 et analogue 31A dans le programme culturel « The Works » 「藝坊」, présenté en anglais par Ben Tse[25] et en chinois 《藝坊星期天》 par Billy Lee[26], Ben Pelletier interviewe Julia Lange et Kenny Chan dans le studio d'enregistrement de la promenade de bord de mer de Kowloon ouest.
- 2018 : le 25 mars à 18 h 30 CEST d'été (43 min) sur Arte, « Rolando Villazón présente Les Stars de Demain »[30], produit par SalveTV pour Zweites Deutsches Fernsehen (ZDF)[56].

## Radio
- 2016 : le 16 septembre sur la radio locale Wein-Welle[57].
- 2018 : le 18 mars sur RTHK2 香港電台, dans le programme 「2000 靚歌再重聚」 (56 min) présenté par Albert Au (區瑞強)[24].
- 2018 : le 23 mars sur la radio publique nationale France Musique, elle est citée entre 11 h et 13 h CET dans l'émission Allegretto de Denisa Kerschova[58].
- 2024 : le 13 janvier sur France Musique dans Guitare, guitares[31] de Sébastien Llinarès.

## Récompenses
- 2011 : 3e prix du 48e « Jugend musiziert (de)[59] » dans la nouvelle catégorie guitare pop à Neubrandenburg[9].
- 2013 : 1er prix du 50e « Jugend musiziert » pour le trio Julia Lange, Ronja Schubert et Jessica Bender pour « Baião de Gude » de Paulo Bellinati à Nürnberg[34].
- 2014 : médaille d'or du 9e Roland-Zimmer-Jugend-Wettbewerb (de)[5] pour instrument soliste guitare, mandoline et cithare à Hohenstein-Ernstthal.
- 2015 : prix D’Addario à la 7e compétition internationale Rago[60] (du nom du compositeur vénézuélien Alexis Rago) de l'école de musique de Stuttgart.
- 2015 : 1er prix du 52e « Jugend musiziert[8] » au niveau fédéral à Hambourg.